# Rolf Soland
Rolf Soland (* 24. September 1949 in Frauenfeld; † 3. Dezember 2018) war ein Schweizer Historiker.

## Leben
Soland wuchs in Wigoltingen im Kanton Thurgau auf. Nach einer abgebrochenen Buchhändlerlehre absolvierte er 1966 bis 1970 das thurgauische Lehrerseminar Kreuzlingen und studierte von 1970 bis 1975 Geschichte und Deutsche Literatur an der Universität Zürich. 1972 erhielt er für seine in den Thurgauischen Beiträgen zur Geschichte erschienene Erstlingsarbeit Johann Theodor von Thurn-Valsassina den Preis für Kunst und Wissenschaft des Lehrerseminars Kreuzlingen. Nach dem Lizentiat (1975) promovierte er 1977 bei Peter Stadler in Zürich mit der Dissertation Joachim Leonz Eder und die Regeneration im Thurgau 1830–1831. Soland arbeitete als Lehrer an der Kantonsschule Kreuzlingen, am Lehrerseminar Kreuzlingen und an der Kantonsschule Romanshorn, wo er bis 2012 als Hauptlehrer für Geschichte und Deutsch wirkte. Er war auch als Kursleiter in der Lehrerweiterbildung und als Proseminarleiter an der Universität Zürich tätig.
Zu den bedeutenderen Arbeiten, die er zwischen 1980 und 2014 publizierte, gehören eine im Verlag Neue Zürcher Zeitung erschienene Monographie über den Bundesrat Heinrich Häberlin (1868–1947) und ein Werk über den schweizerischen Staatsschutz der Zwischenkriegszeit (Stämpfli Verlag, Bern). Er hielt Vorträge zur Allgemeinen und zur Schweizer Geschichte, hauptsächlich im Kanton Thurgau, aber auch in den Kantonen Zürich, St. Gallen und Basel-Stadt.

## Schriften (Auswahl)
- Johann Theodor von Thurn-Valsassina. In: Thurgauische Beiträge zur vaterländischen Geschichte. H. 108 (1970), S. 15–51.
- Joachim Leonz Eder und die Regeneration im Thurgau 1830–1831. Mühlemann, Weinfelden 1980.
- Staatsschutz in schwerer Zeit. Mit einem Geleitwort von Bundesrat Arnold Koller. Stämpfli, Bern 1992.
- Zwischen Proletariern und Potentaten. Bundesrat Heinrich Häberlin 1868–1947 und seine Tagebücher. Verlag Neue Zürcher Zeitung, Zürich 1997.
- Johann Conrad Freyenmuth (1775–1843) und seine Tagebücher (= Thurgauer Beiträge zur Geschichte. Band 146). Historischer Verein des Kantons Thurgau, Frauenfeld 2011, ISBN 978-3-9522896-6-2.